# Eugène Cosserat
Eugène Maurice Pierre Cosserat (Amiens, Francia, 4 de marzo de 1866 - Toulouse, Francia, 31 de mayo de 1931) fue un astrónomo francés aunque también realizó importantes aportaciones a la teoría de la mecánica de medios continuos junto con su hermano François.

## Biografía
Eugène Cosserat nació en Amiens (Francia) en 1866. En 1883 es admitido en la Escuela Normal Superior de París donde obtiene el doctorado en 1889. En 1895 se convierte en profesor de cálculo infinitesimal en la Facultad de Ciencias de la Universidad de Toulouse. En 1908 fue nominado profesor de astronomía y director del Observatorio de Toulouse, puesto que mantendría hasta la fecha de su fallecimiento en 1931. Ingresó en la Academia de las Ciencias de Francia en 1919.
En la primera parte de su carrera estuvo interesado en la astronomía haciendo importantes observaciones de estrellas dobles, planetas y cometas, realizando también investigación en el campo de la geometría.
En la segunda parte, el estudio sobre la deformación de la superficie lo lleva a interesarse en la teoría de la elasticidad. En ese campo colaboró con su hermano François, ingeniero. Dieron una importante contribución al campo de la mecánica de medios continuos con la teoría de los continuos polares, en la línea de las teorías de su compatriota Louis Poinsot.
Cosserat fue secretario de los Anales de la Facultad de Ciencias de Toulouse de 1896 a 1930.